# Tome de Rhuys
Tome de Rhuys est une marque commerciale apposée sur un fromage fabriqué par Isabelle Guillon et  
Gurvan Bourvellec éleveurs de vaches de race Bretonne pie noir dans la commune de Sarzeau dans la presqu'île de Rhuys, département du Morbihan. C'est un fromage fermier au lait cru français.

## Description
C'est un fromage à pâte pressée non cuite d'environ 1,9 kg élaboré à partir de lait de vache cru, en provenance de vaches de race Bretonne pie noir. C'est un fromage fermier au lait cru français. Le fromage est frotté au sel de Saint-Armel et affiné pendant 70 jours en cave. La croûte contient des acariens du fromage, les cirons de la farine. Ce fromage contient 50 % de matière grasse.

## Production
La production du lait et sa transformation s'effectue à La Ferme Fromagère de Suscinio, à Sarzeau, depuis le début des années 2000,,.

## Reconnaissance
Dans sa catégorie, ce fromage a été primé (médaille d'argent) au concours général agricole de Paris en 2009.